# Play-off
Der Begriff Play-off (englisch; in Nordamerika generell ohne Bindestrich: Playoff, teilweise auch Postseason; deutsch Stichkampf) bezeichnet einen Ausscheidungskampf in einem Sportwettbewerb, durch den gewöhnlich eine Meisterschaft entschieden wird (nicht zu verwechseln mit Platzierungsrunde). Das Play-off folgt auf eine Hauptrunde, deren Abschlusstabelle (bzw. Abschlusstabellen verschiedener Gruppen) die teilnehmenden Mannschaften bestimmt. Gespielt wird in einer oder mehreren Play-off-Runden meist nach K.-o.-System; in der letzten Runde (dem Finale) stehen sich nur noch zwei Mannschaften gegenüber. Der Sieger einer Play-off-Runde kann durch ein einzelnes Spiel oder eine Best-of-Serie ermittelt werden.
Die meisten amerikanischen Profiligen (NBA, NHL, MLB, NFL etc.) werden im Play-off-Modus ausgetragen. Auch außerhalb Nordamerikas findet der Play-off-Modus Anwendung, beispielsweise in der Deutschen und der Schweizer Eishockey-Liga, der German Football League, der Basketball-Bundesliga und der Unihockey-Bundesliga. Zudem wird im englischen Fußball ein Aufsteiger im Play-off ermittelt.

## Major League Baseball (MLB)

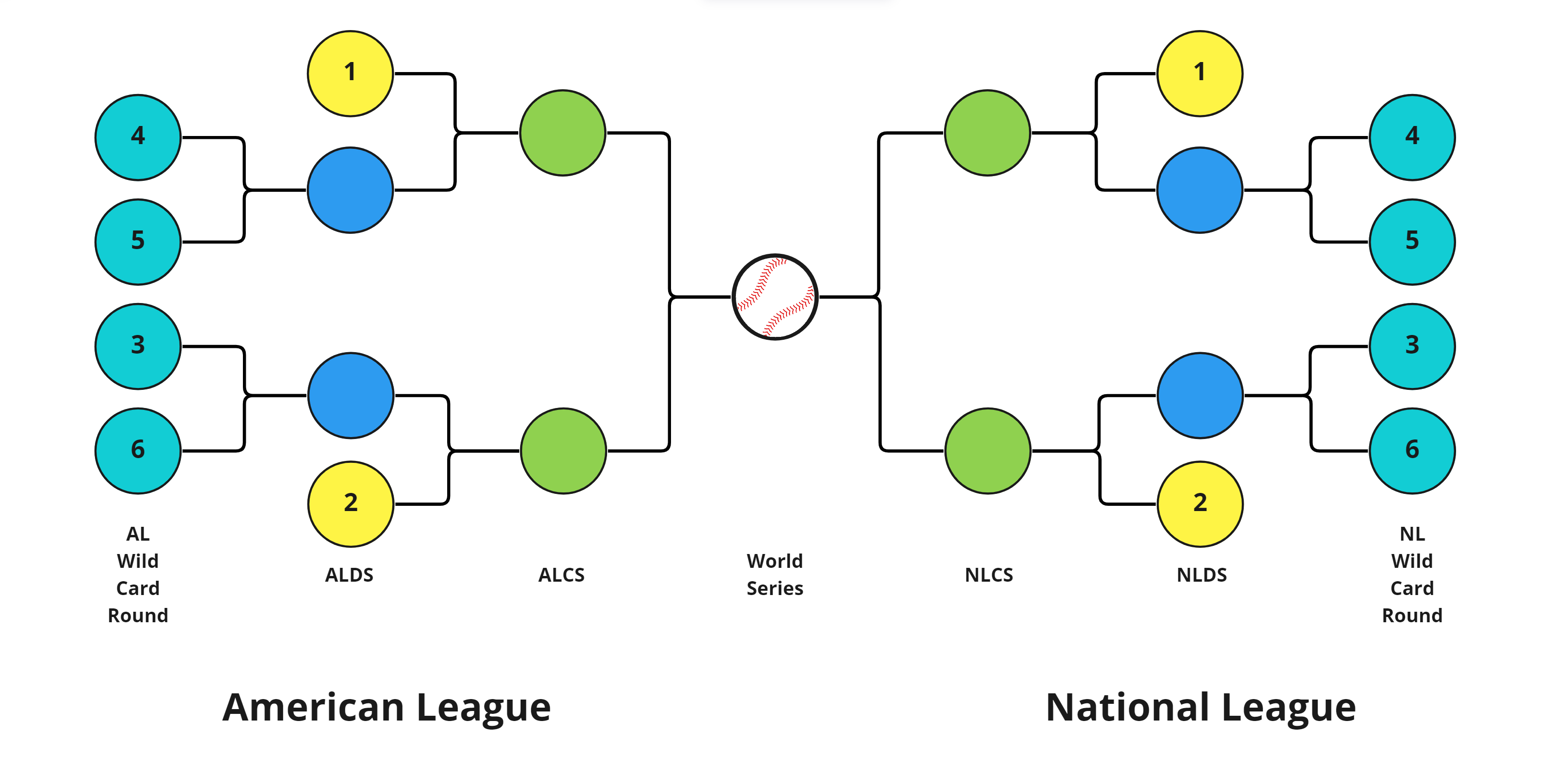
Das MLB-Postseason Format ab 2022, die Zahlen geben die Setzpositionen der Teams an.

Mit dem Ende der regulären Saison nach dem ersten Sonntag im Oktober (oder dem letzten Sonntag im September) erreichen seit 2022 zwölf Teams die Postseason. Sechs Teams als Sieger der Divisionen beider Ligen sowie die jeweils nächsten drei besten Teams in jeder Liga. Die beiden Erstplatzierten jeder Liga erhalten ein Freilos für die Division Series, einem Viertelfinale mit acht Teams. Die anderen vier Teams jeder Liga spielen in der so genannten Wild-Card-Runde eine Best-of-Three-Serie, um als Sieger ebenfalls in die Division Series zu gelangen. Die höher gesetzte Mannschaft hat dabei für alle drei Spiele Heimrecht. Innerhalb jeder Liga sind die Divisionssieger die Nr. 1, Nr. 2 und Nr. 3 der Setzliste, basierend auf der Anzahl der Siege und Niederlagen. Die Mannschaft mit der besten Bilanz unter den Nicht-Divisionssiegern erhält die erste Wildcard und wird als Nr. 4 gesetzt. Die Mannschaft mit der zweitbesten Bilanz unter den Nicht-Divisionssiegern erhält die zweite Wildcard und wird als Nr. 5 gesetzt. Die Mannschaft mit der drittbesten Bilanz erhält die dritte Wildcard und wird in der Wildcard-Runde als Nummer 6 gesetzt. 2012 wurden die Wildcard-Playoffs eingeführt, damals in jeder Liga mit einem Spiel zwischen den beiden besten Nicht-Divisionssiegern.
Die Gewinner der Wild-Card-Runde nehmen anschließend an den Division Series der beiden Ligen teil, der American League Division Series (ALDS) bzw. National League Division Series (NLDS). Die Division Series wurde erstmals 1995 ausgetragen. Diese entsprechen einem Viertelfinale mit acht Teams. In einer Best-of-Seven-Serie werden die Teilnehmer an den beiden Championship Series (einem Halbfinale mit vier Teams) – der American League Championship Series (ALCS) bzw. National League Championship Series (NLCS) – bestimmt, in denen um den jeweiligen Titel (Pennant) der National bzw. American League gespielt wird. Die Championship Series wurde erstmals 1969 ausgetragen. Die beiden Gewinner erreichen die World Series – das MLB-Finale.

## Basketball-Bundesliga (BBL)
In der BBL spielen zum Saisonende die besten acht Mannschaften der Tabelle den Deutschen Meister aus. Dabei treten der Erste gegen den Achten (der 2. gegen den 7., der 3. gegen den 6. usw.) in der Viertelfinal-Serie an, die jeweiligen Sieger dann in der Halbfinal- und Final-Serie. Die einzelnen Serien werden im Modus Best-of-Five ausgespielt, wobei die Spielorte jeweils wechseln. Den Heimvorteil hat die in der Hauptrunden-Tabelle besser platzierte Mannschaft.

## Damen-Basketball-Bundesliga (DBBL)
In der 1. DBBL spielen nach Ende der Hauptrunde die besten acht Mannschaften der Tabelle den Deutschen Meister aus. Dabei treten der Erste gegen den Achten (der 2. gegen den 7., der 3. gegen den 6. usw.) in der Viertelfinalserie an, die Sieger dann in der Halbfinal- und Finalserie. Die Viertel- und Halbfinals werden in der 1. DBBL im Modus Best-of-Three ausgetragen, wobei die Spielorte jeweils wechseln. Das Finale wird im Best-of-Five-Modus ausgespielt. Den Heimvorteil hat die in der Hauptrunden-Tabelle besser platzierte Mannschaft.
In den Gruppen (Nord und Süd) der 2. DBBL spielen die jeweils ersten vier der Tabelle den Meister der jeweiligen Gruppe aus. Dabei wird die erste Runde (Viertelfinale) in Hin- und Rückspiel ausgetragen. Beide Ergebnisse werden addiert und entscheiden über ein Weiterkommen. Halbfinale und Finale finden im Modus Best-of-Three statt. Die Meister Nord und Süd steigen in die 1. DBBL auf. Vor Beginn der nächsten Saison wird im 2015 eingeführten „Champions-Cup“ zwischen den Zweitligameistern der Nord- und der Südgruppe der „Champion der 2. Liga“ ausgespielt.

## National Basketball Association (NBA)
Die National Basketball Association (NBA) spielt wie die National Football League (NFL) und die National Hockey League (NHL) ihre Play-offs zunächst getrennt nach Conferences aus. Gespielt wird im Modus Best-of-Seven. Die Zusammenstellung der Begegnungen richtet sich nach den Abschlusstabellen der Regular Season. Die acht besten Teams jeder Conference, darunter unter Umständen die Divisionssieger, qualifizieren sich für die Play-offs.
Nach einer Abwandlung davon in der 2020 NBA Bubble wird seit 2020/21 das Page-McIntyre-System auf ein Qualifikationsturnier vor Beginn der Play-offs angewendet. Die siebt- und achtplatzierten Teams beider Conferences sowie die Neunt- und Zehntplatzierten spielen um die Play-off-Setzränge 7 und 8. Diese nicht zu den vier Play-off-Runden zählenden, aber als Postseason bezeichneten, Play-in-Spiele sollen Tanking verhindern – also absichtliches Verlieren für eine vorteilhaftere Verteilung der Lose in der NBA-Draft-Lotterie.
Im Gegensatz zur NHL werden in der NBA die acht besten Teams der Conference gemäß einem S-Seeding (die Teams werden anhand ihrer Spielstärke mittels eines Bustrophedons gepaart, bei Zweier-Konstellationen spielt also immer Platz 1 – Platz 8, Platz 2 – Platz 7, Platz 3 – Platz 6, Platz 4 – Platz 5) gesetzt. Dabei hat das Team, das in der regulären Saison mehr Siege erzielt hat, Heimrecht. Der Divisionssieg wird also nicht mehr belohnt, so wie zwischen den Jahren 2006 und 2015, als die drei Divisionssieger sowie der beste Zweitplatzierte zum damaligen Zeitpunkt wie in der NHL entsprechend ihrer Saisonbilanz an Seed 1 bis 4 gesetzt wurden. Der Divisionssieg dient heute jedoch als erster Tie-Break vor dem direkten Vergleich bei gleicher Siegesquote von mehreren Teams und als zweiter Tie-Break nach dem direkten Vergleich bei Gleichstand lediglich zweier Teams. Danach folgt die Siegquote innerhalb der Division, innerhalb der Conference, gegen Playoff-Teams der eigenen Conference, gegen Playoff-Teams der anderen Conference und die Gesamt-Punktdifferenz.
Bei Siegen der besser platzierten Mannschaften in den Playoffs treffen die Teams, die an Nr. 1 und Nr. 2 gesetzt sind, frühestens in den Conference Finals aufeinander. Gewinnt in der ersten Runde aber beispielsweise das Team auf Platz 8 gegen das Team auf Platz 1, hat diese Mannschaft das vermeintlich einfachste Restprogramm, da alle weiteren Partien durch den ursprünglichen Setzplan festgelegt sind. Es findet kein Re-Seeding statt, das punktbessere Team hat in einem potentiellen siebten Spiel aber freilich stets Heimrecht.
Sind letztendlich die Sieger der Eastern Conference und der Western Conference ermittelt und die Bob Cousy Trophy und die Oscar Robertson Trophy für den Conference-Sieg überreicht, spielen diese in den NBA-Finals den Meister aus. Der Gewinner gewinnt die Larry O’Brien Championship Trophy und gilt im US-amerikanischen Sprachgebrauch als „Weltmeister“.

## Women’s National Basketball Association (WNBA)
Die acht Women’s-National-Basketball-Association-Teams mit der besten Saisonbilanz erreichen unabhängig von der Conference die Postseason. Alle Teams werden gemäß ihrem Abschneiden in der regulären Saison einer mittels eines Bustrophedons ermittelten Setzrangliste (einem sog. S-Seeding, das an eins gesetzte Team spielt also gegen das an acht gesetzte Team usw.) unterworfen. Es findet kein Re-Seeding in der zweiten Runde statt, aber das punktbessere Team trägt in jeder Runde die ersten beiden Heimspiele aus. Die erste Runde findet seit 2022 nach einem Best-of-Three-Modus statt, Halbfinals und Finals nach einem Best-of-Five-Modus.

## Curling
Bei den Curling-Weltmeisterschaften 2005 wurde das so genannte Page-Playoff-System eingeführt, um die Finalteilnehmer zu ermitteln. Dabei spielt der Erste der Rangliste im ersten Halbfinale gegen den Zweiten und der Dritte im zweiten Halbfinale gegen den Vierten. Der Sieger des ersten Halbfinales ist direkt für das Finale qualifiziert, der Verlierer spielt gegen den Sieger aus dem zweiten Halbfinal um den verbleibenden Finalplatz.

## Deutsche Eishockey Liga (DEL)
Seit 1981 wird die Meisterschaft der DEL in den Play-offs entschieden.
Mit Ausnahme der DEL-Spielzeiten 1994/95 und 1995/96, in denen die Play-offs mit den Achtelfinals begannen, nahmen in allen anderen Spielzeiten der Eishockey-Bundesliga seit 1982/83 in der DEL jeweils acht Mannschaften an den Play-offs teil.
Die Begegnungen der Play-offs im Viertel- und im Halbfinale richten sich dabei nach den Platzierungen der Vorrunde. Die Begegnungen lauten im Viertelfinale immer Platz 1 – Platz 8, Platz 2 – Platz 7, Platz 3 – Platz 6 und Platz 4 – Platz 5 der Vorrunden-Abschlusstabelle; im Halbfinale trifft der bestplatzierte der übrigen Mannschaften auf den am schlechtesten platzierten. Dabei hat das besser platzierte Team der Vorrunde in jeder Runde zuerst Heimrecht. Bis zur Saison 2008/09 wurde das Viertelfinale im Best-of-Seven-Modus gespielt, d. h. eine Mannschaft musste vier Siege erringen, um eine Runde weiterzukommen. Für die Saison 2009/10 wurde der Modus für das Viertelfinale auf Best of Five geändert. Danach wurde wieder im Best-of-Seven-Modus gespielt. Das Halbfinale und Finale wurde im Best-of-Five-Modus ausgetragen, d. h. eine Mannschaft musste drei Siege erringen, um zu gewinnen. Seit der Saison 2013/14 werden nach NHL-Vorbild alle Runden – abgesehen von den Pre-Playoffs (hier bleibt es beim Modus Best-of-Three) – im Best-of-Seven-Modus ausgetragen.
Ab der Saison 2006/07 wurde der Modus der Play-offs mit dem Wegfall der Play-downs geändert. Die Mannschaften der Plätze 7–10 der Hauptrunde spielen seitdem in den sogenannten Pre-Play-offs um zwei Play-off-Plätze in einem Best-of-Three-Modus gegeneinander: Platz 7 gegen Platz 10 sowie Platz 8 gegen Platz 9. Dabei ziehen die jeweiligen Sieger mit den ersten 6 der Hauptrunde in das Play-off-Viertelfinale ein.

## National Hockey League (NHL)
Wie die National Football League (NFL) und die National Basketball Association (NBA) spielt auch die National Hockey League (NHL) ihre Play-offs zunächst getrennt nach Conferences aus. Gespielt wird im Modus Best-of-Seven. Die Zusammenstellung der Begegnungen richtet sich nach den Abschlusstabellen der Regular Season. Die Divisionssieger jeder Conference, sowie die weiteren fünf bzw. sechs besten Teams qualifizieren sich für die Play-offs.
In der NHL wurden die Divisionssieger automatisch auf den Plätzen 1 bis 3 gesetzt, die restlichen fünf besten Teams nahmen die Plätze dahinter ein, auch wenn eine dieser Mannschaften besser als einer der Divisionssieger war. Mit der Reduzierung auf zwei Divisionen in der Saison 2013/14 änderte sich auch die Vergabe der Play-off-Plätze. In den nun zwei Divisionen sind die drei ersten Mannschaften nach Abschluss der regulären Saison direkt für die Play-offs qualifiziert, während die verbleibenden zwei Plätze mit den nächsten beiden Punktbesten unabhängig von der Division aufgefüllt werden. Damit ist es auch möglich, dass eine Division fünf Mannschaften für die Play-offs stellt und die andere nur drei.
Die weiteren Begegnungen richten sich nach dem Abschneiden in der Regular Season. Das Team, das die beste Platzierung der verbleibenden Teams erreicht hat, spielt gegen das Team, das die schlechteste Bilanz in der Abschlusstabelle vorweisen kann usw.
Sind letztendlich die Sieger der Eastern Conference und der Western Conference ermittelt, spielen diese in den Finals den Meister aus. Der Gewinner bekommt in der NHL den Stanley Cup überreicht.

## Floorball-Bundesliga (1. FBL)
In der Floorball-Bundesliga spielen zum Saisonende die besten vier Mannschaften der Platzierungsrunde den deutschen Meister im Floorball aus. Dabei treten der Erste gegen den Vierten und der Zweite gegen den Dritten in einem Halbfinale an. Die Gewinner ermitteln in einem Finale den Deutschen Meister und die Verlierer spielen in einem kleinen Finale den dritten Platz aus. Die einzelnen Serien werden im Best-of-Three-Modus ausgespielt, wobei die Spielorte jeweils wechseln. Die schlechter platzierte Mannschaft hat Heimvorteil im ersten Spiel. Den Heimvorteil des zweiten und des ggf. dritten Spiels hat die in der Hauptrunden-Tabelle besser platzierte Mannschaft.

## German Football League (GFL)
In der GFL spielen die jeweils vier Erstplatzierten beider Gruppen (GFL-Nord und GFL-Süd) über Kreuz das Viertelfinale, d. h. der Erste einer Gruppe spielt gegen den Vierten der anderen Gruppe, der Zweite der einen gegen den Dritten der anderen Gruppe. Danach spielen die Sieger der Viertelfinale dergestalt, dass der Erste einer Gruppe im Halbfinale nicht auf den Zweiten derselben Gruppe treffen kann. Gespielt wird ein einzelnes Spiel im K.-o.-System. Heimrecht hat jeweils die in der Tabelle höher platzierte Mannschaft. Das Endspiel German Bowl wird an einem zuvor festgelegten Ort ausgetragen.

## National Football League (NFL)
Die National Football League (NFL) spielt ihre Play-offs zunächst getrennt in den beiden Conferences American Football Conference (AFC) und National Football Conference (NFC). Alle Runden werden durch ein Spiel, d. h. im K.-o.-System entschieden.
Pro Conference qualifizieren sich sieben Teams, die sich aus den vier Divisionssiegern sowie drei Wildcard-Teams zusammensetzen. Dies sind die siegreichsten Teams der Regular Season, die nicht Divisionssieger wurden. Hierbei handelt es sich nicht zwangsläufig um drei zweitplatzierte Teams, da es durchaus vorkommt, dass der Drittplatzierte einer Division mehr Spiele gewonnen hat als die Zweitplatzierten der anderen Divisionen.
Die erste Runde der Play-offs sind die sogenannten Wildcard Playoffs, in denen die drei Wildcard-Teams gegen die drei schlechteren Divisionssieger spielen. Das beste Team jeder Conference überspringt die Wildcard Playoffs und steht direkt in den Divisional Playoffs. In der zweiten Runde werden dann der beste Divisionssieger mit dem am schlechtesten platzierten verbliebenen Team sowie die beiden anderen Teams miteinander gepaart. Das Conference-Finale bestreiten die Sieger dieser Divisional Playoffs. Heimrecht hat jeweils das besser platzierte Team der Regular Season.
Die Sieger der AFC und NFC spielen im Super Bowl den Meister aus. Der Austragungsort wird Jahre vor dem Spiel festgelegt. Das Heimrecht wechselt unabhängig vom Austragungsort jährlich zwischen den Conferences.

## Major League Soccer (MLS)
Im Oktober spielen die sieben besten Teams jeder MLS-Conference in Einzelspielen die Play-offs aus, das punktbessere Team hat dabei Heimrecht, während sich der Turnierbaum im weiteren Turnierverlauf nicht mehr ändert. Das punktbeste Team einer Conference hat eine Bye-Runde, die an vier und fünf gesetzten Teams spielen seinen Gegner für die Conference-Halbfinals aus, die an 2 und 7 sowie die an 3 und 6 gesetzten Teams spielen den Gegner des Siegers im Conference-Finale aus. Die Conference-Meister spielen Anfang November um den MLS Cup.
Der Sieger spielt zusammen mit dem punktbesten Team der Regular Season, dem Gewinner des MLS Supporters' Shields, und dem Punktbesten der anderen Conference in der CONCACAF Champions League, sofern es sich um amerikanische Teams handelt. Anderenfalls werden schlechter platzierte US-Teams herangezogen, während die kanadischen Teams mit Vertretern weiterer kanadischer Ligen ohnehin die kanadische Meisterschaft für einen Champions-League-Platz ausspielen. Ein vierter US-Startplatz wird durch den Gewinn des US-Pokals Lamar Hunt U.S. Open Cup möglich. Es spielen also zwischen drei und fünf MLS-Teams in der Champion's League.

## Englischer Fußball
In der zweiten, dritten, vierten und fünften englischen Fußballliga steigen jeweils zwei bis vier Mannschaften in die nächsthöhere Liga auf. Dabei wird um den jeweils letzten dieser Plätze (bei 3 Aufsteigern der dritte Platz) ein Play-off gespielt. Hierbei nehmen immer die vier Mannschaften teil, die auf den nächsten vier Plätzen liegen (bei 3 Aufsteigern die Mannschaften auf den Plätzen 3 bis 6). Hierbei trifft in den Halbfinals diejenige Mannschaft, die in der Liga am besten platziert war, auf den am schlechtesten platzierten Verein und der zweitbeste auf den zweitschlechtesten. Diese Runde wird in Hin- und Rückspiel ausgetragen, wobei der höher platzierte Verein im Rückspiel Heimrecht genießt. Die Endspiele werden jeweils in einem Match entschieden, welches in der Regel im Wembley-Stadion in London ausgetragen wird. Der Sieger dieses Endspiels darf zusammen mit den direkt qualifizierten Aufsteigern ebenfalls in die nächsthöhere Spielklasse aufsteigen.

## Andere Fußball-Play-offs
Bei einigen Ligen wird die Meisterschaft nach der Vorrunde in zwei oder drei Teile geteilt, sogenannten Meisterschafts- und Abstiegsplayoffs. Diese Play-offs werden ebenfalls im Meisterschaftsmodus gespielt, manchmal jedoch nur in Hinspielen.
In folgenden europäischen Ländern teilt in der Saison 2009/10 die erste Liga nach Hin- und Rückrunde in mehrere Teile: Schottland (zwölf Vereine, dann zwei Sechsergruppen), Israel (16 Vereine, dann zwei Sechsergruppen und eine Vierergruppe), Zypern (14 Vereine (zwei direkte Absteiger), dann drei Vierergruppen), Aserbaidschan (zwölf Vereine, dann zwei Sechsergruppen), Andorra (acht Vereine, dann zwei Vierergruppen) und Malta (zehn Vereine, dann eine Sechser- und eine Vierergruppe). In San Marino wird zur Ermittlung des nationalen Meisters eine andere Form des Play-offs ausgeführt, das sogenannte Doppel-K.-o.-System. Sechs Vereine erreichen in San Marino die finalen Play-offs, welche nicht im Ligasystem, sondern im Pokalsystem ausgetragen werden. Erst nach der zweiten Niederlage scheiden die Vereine hierbei aus.
In Österreich gab es 1985/86-1992/93 folgendes System: die ersten beiden Ligen waren 12er-Ligen, nach 22 Runden gab es für die Mannschaften auf den Platzierungen 1–8 in der obersten Spielklasse ein Meisterplayoff, die anderen Mannschaften der 1. Liga spielten mit den vier bestplatzierten Teams der 2. Liga die freien Plätze für die darauf folgende Saison aus. Die acht letzten Mannschaften der 2. Liga spielten gegen den Abstieg. Damit hatte jede Mannschaft pro Saison 36 Spiele zu absolvieren.
Ab der Saison 2018/19 wird es in der österreichischen Bundesliga wieder Play-offs geben. Dabei werden die ersten 6 Mannschaften der 12er-Liga um den Meistertitel spielen, die letzten 6 gegen den Abstieg. Die Punkte aus dem Grunddurchgang werden vor dem Play-off halbiert. Ebenfalls ist ein Relegationsspiel um den letzten Europacupplatz zwischen dem 1. des Abstiegsplayoffs und dem 3.,4. oder 5. des Meisterplayoffs geplant (je nach Zahl der Europacupplätze und dem Ausgang des ÖFB-Cup).
Alle anderen Länder kommen ohne Play-offs in ihren Fußballwettbewerben aus, abgesehen von etwaigen Meisterschafts- und Abstiegsplayoff, wie beispielsweise in Deutschland zwischen dem 16. der Bundesliga und dem Dritten der 2. Bundesliga, der sogenannten Relegation.
Die Entscheidungsspiele für die Qualifikation zur Europa- und Weltmeisterschaften werden offiziell ebenfalls Play-off genannt. Von den Medien wird, je nach Region, meist der Begriff Relegation oder Barrage für diese Spiele gebraucht.

## NASCAR Cup Series
In der amerikanischen NASCAR Cup Serie wurden die Play-offs erstmals 2004 unter dem Namen Chase For The Cup, kurz The Chase, eingeführt. Im Laufe der Jahre wurde das NASCAR Play-off-Format mehrere Male geändert. Das aktuelle Format ist seit 2017 gültig. Außerdem wurde gleichzeitig The Chase in NASCAR Playoffs umbenannt. Die NASCAR Play-off-Runde beginnt nach den 26 regulären Saisonrennen. Insgesamt bestreiten 16 Fahrer die Play-offs. Es dürfen zwar auch alle weiteren Fahrer an den Play-off-Rennen teilnehmen und Punkte sammeln, und eventuell ein Rennen gewinnen, aber den Meistertitel können nur die 16 Play-off-Teilnehmer gewinnen. Einen garantierten Startplatz in den Play-offs erhält ein Pilot, wenn er mindestens eines der regulären Saisonrennen gewinnt, sowie der nach Punkten führende in der Meisterschaft. Gewinnen mehr als 16 Piloten ein reguläres Saisonrennen, dann dürfen nur die punktbesten Fahrer mit mindestens einem Rennsieg an den Play-offs teilnehmen. Diese Regelung betrifft nicht den Meisterschaftsführenden, dieser darf auch ohne Rennsieg immer an den Play-offs teilnehmen. Gewinnen weniger als 16 Fahrer ein Saisonrennen, dann wird das Play-off-Feld mit den punktbesten sieglosen Fahrern aufgefüllt. Die Punkte der Play-off-Teilnehmer werden auf 2000 Punkte gleichgesetzt. Somit ist ausgeschlossen, dass Fahrer, die nicht die Play-offs erreichten, noch Meister werden können. Zusätzlich erhält jeder Play-off-Teilnehmer noch die Play-off-Punkte, die er im Laufe der regulären Saison gewonnen hat. Fünf Play-off-Punkte bekommt ein Fahrer, wenn er ein Rennen gewinnt, einen Play-off-Punkt, wenn er eine Stage in gewinnt. NASCAR-Cup-Rennen sind seit 2017 in drei Segmente (Stages) geteilt. Nach etwa einem Viertel und bei etwa der Hälfte der Renndistanz (variiert von Rennstrecke zu Rennstrecke) wird das Rennen mit einer grün-weiß karierten Flagge abgewunken. Der dann führende Pilot bekommt zehn zusätzliche Meisterschaftspunkte und einen Play-off-Punkt. Der Meisterschaftsführende nach Ende der regulären Saison erhält zusätzlich 15 Play-off-Punkte. Mit dieser somit ermittelten Punktzahl startet die erste Play-off-Runde, die sogenannte Round of 16. Jede Play-off-Runde besteht aus drei Rennen. Gewinnt ein Play-off-Teilnehmer ein Rennen, so garantiert ihm dies einen sicheren Platz in der nächsten Play-off-Runde. Gewinnt ein anderer Fahrer ein Play-off-Rennen, so hat dies keinen Einfluss mehr auf die Play-offs. Nach den drei Play-off-Rennen scheiden die vier Play-off-Piloten mit den wenigsten Punkten aus. Bei den zwölf übrig gebliebenen Play-off-Teilnehmer werden nun die Punkte auf 3000 gleichgesetzt. Zusätzlich bekommen die Piloten erneut ihre bislang erhaltenen Play-off-Punkte dazu. Dann beginnt die Play-off Round of 12, diese läuft wie die vorangegangene Runde ab. Nach ebenfalls drei Rennen beginnt die Round of 8. Dort werden die Punkte der verbliebenen acht Play-off-Teilnehmer auf 4000 gleichgesetzt, plus der bislang erhaltenen Play-off-Punkte. Nach dem insgesamt 35. Rennen (9 Play-off-Rennen) sind nur noch vier Piloten übrig. Diese vier Piloten starten mit exakt 5000 Meisterschaftspunkten ins Finale. Dabei zählen bereits erreichte Play-off-Punkte nicht mehr. Der Fahrer, der dann beim Finalrennen die beste Platzierung erreicht, wird Meister. Seit Einführung des aktuell gültigen Play-off-Formates konnte der Meister auch das Finalrennen für sich entscheiden.

## Tischtennis

### System 1984
In der Tischtennis-Bundesliga wurde in der Saison 1984/85 eine Play-off-Runde eingeführt, um den Deutschen Meister und die Absteiger zu ermitteln. Dies geschah auf Betreiben der Vereine; es sollte mehr Mannschaftskämpfe geben, zudem sollte die Spannung beim Kampf um die Meisterschaft und gegen den Abstieg erhöht werden.
Zunächst spielen die Vereine in der Hauptrunde „Jeder gegen Jeden“ ein Hin- und Rückspiel. Die Mannschaften auf den Plätzen 1 bis 6 qualifizieren sich für die Play-off-Meisterrunde, die letzten vier kämpfen in einer Play-off-Abstiegsrunde um den Klassenerhalt.
Es werden zwei Meistergruppen mit je drei Teams gebildet. In der einen Meistergruppe treten die Mannschaften der Plätze 1, 4 und 5 im Modus „Jeder gegen Jeden“ in einem Hin- und einem Rückspiel gegeneinander an, in der anderen Meistergruppe entsprechend die Mannschaften der Plätze 2, 3 und 6. Dabei beginnen die Mannschaften der Plätze 1 und 2 mit 2:0 Punkten, die Plätze 3 und 4 mit 1:1 Punkten sowie die Plätze 5 und 6 mit 0:2 Punkten. Die Sieger der Meistergruppen spielen um den Titel „Deutscher Meister“, die Zweitplatzierten um die Ränge 3 und 4, die Drittplatzierten um die Ränge 5 und 6.
In der Abstiegsrunde spielen die letzten Vier „Jeder gegen Jeden“ ein Heim- und ein Auswärtsspiel. Gemäß der Platzierung in der Hauptrunde starten sie mit den Punktevorgaben 3:1, 2:2, 1:3 und 0:4.
Die Punktvorgaben sollen die Motivation der Vereine erhöhen, in der Hauptrunde eine möglichst gute Platzierung zu erreichen. Durch die Play-off-Runde muss jedes Team zusätzlich (zur Hauptrunde) drei Heim- und drei Auswärtsspiele absolvieren.

### System 1986
Ab der Saison 1986/87 spielen nach Abschluss der Hauptrunde die ersten 8 Mannschaften nach folgendem K.-o.-System (Hin- und Rückspiel) um die deutsche Meisterschaft:
- Viertelfinale
  - (A) 1 – 8
  - (B) 2 – 7
  - (C) 3 – 6
  - (D) 4 – 5
  - Bei insgesamt Unentschieden entscheidet die Platzierung in der Hauptrunde.
- Halbfinale
  - Sieger (A) – Sieger (D)
  - Sieger (B) – Sieger (C)
  - Bei insgesamt Unentschieden entscheidet die Platzierung in der Hauptrunde.
- Finale
  - Die Sieger der beiden Halbfinalspiele bestreiten ein einziges Endspiel (kein Hin- und Rückspiel). Bei Unentschieden entscheidet zunächst das bessere Satzverhältnis, danach bei Bedarf das Ballverhältnis.

## Deutsche Volleyball-Bundesliga
In der Männer-Bundesliga im Volleyball wie in der Frauen-Bundesliga im Volleyball spielen nach einer Meisterschaftsrunde (jeder gegen jeden) jeweils die acht bestplatzierten Teams in den Play-offs weiter. Im Viertelfinale kommt es zu folgenden Begegnungen:

1 – 8 • 2 – 7 • 3 – 6 • 4 – 5

Im Halbfinale trifft das in der Tabelle bestplatzierte der vier Teams auf das schlechteste und das zweitbeste auf das zweitschlechteste. Die beiden Sieger bestreiten das Finale. Das Viertelfinale wird nach dem Modus Best-of-Three ausgetragen, d. h. wer zuerst zwei Siege schafft, kommt weiter. Das Halbfinale (soweit terminlich machbar, ansonsten Best-of-Three) und das Finale wird nach dem Modus Best-of-Five (drei Siege) ausgetragen. Der Sieger der Finalserie ist Deutscher Meister.